# Gerald Thiem

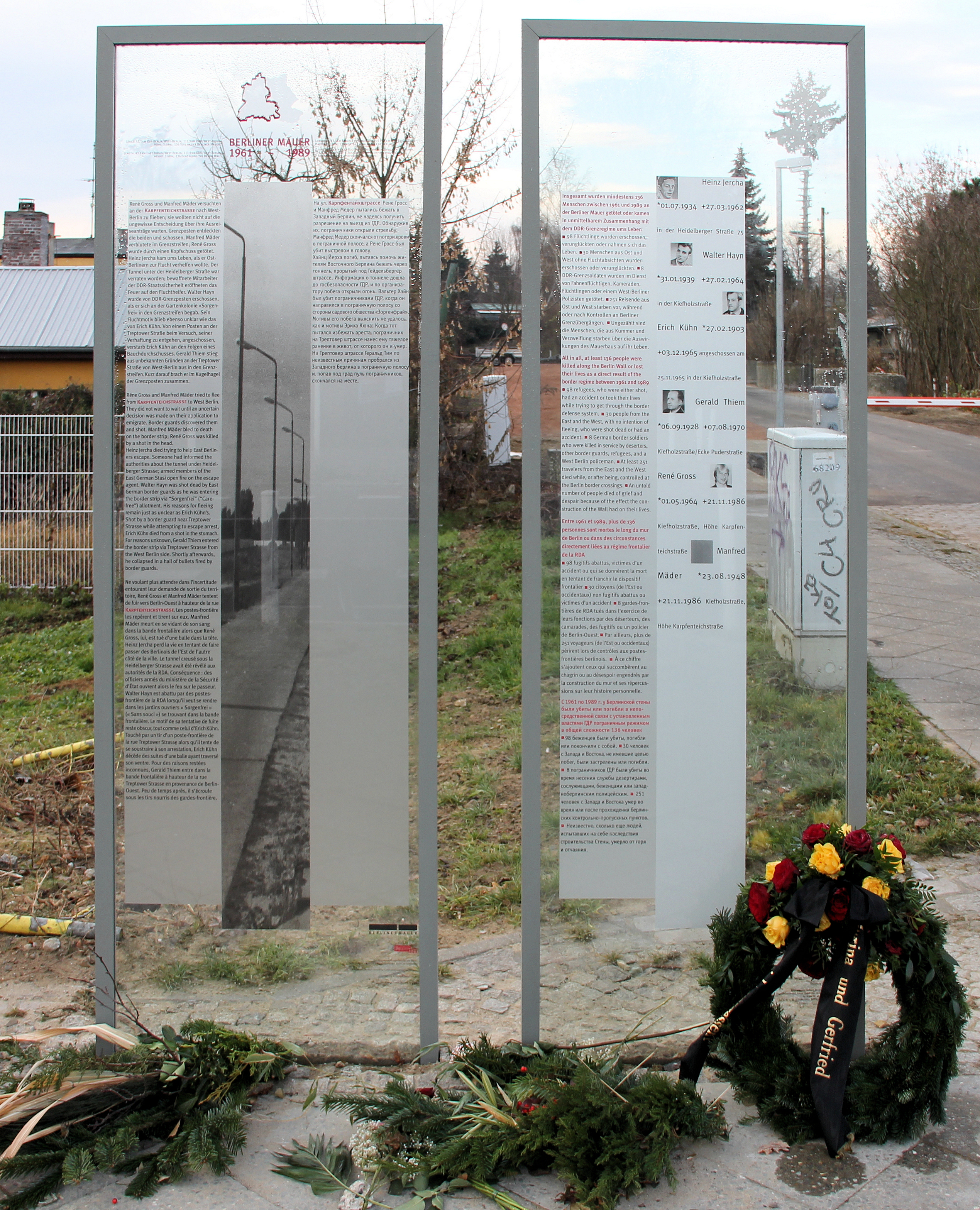
Gedenktafel, Kiefholzstraße 79, in Berlin-Plänterwald

Gerald Thiem (* 6. September 1928 in Berlin; † 7. August 1970 ebenda) war ein deutscher Arbeiter und Todesopfer an der Berliner Mauer. Angehörige der Grenztruppen der DDR erschossen den Mauerspringer, als er vom Westen in den Grenzbereich gelangte.

## Leben
Gerald Thiem wuchs in Berlin auf und absolvierte nach der Schule eine Lehre zum Rohrleger. Er lebte in Britz mit seiner Frau und den gemeinsamen zwei Töchtern.
Am Abend 7. August 1970 begab er sich angetrunken nach Neukölln in die Nähe der Berliner Mauer. Dort beschimpfte er Grenzsoldaten der DDR und kletterte gegen 23.15 Uhr auf die Sperranlagen. Entgegen der Aufforderung eines Grenzers rannte er durch eine Bahnunterführung und gelang so in das Schussfeld zweier weiterer Grenzsoldaten, die auf ihn schossen. Vier weitere Grenzsoldaten gaben von unterschiedlichen Standpunkten ebenfalls gezielt Schüsse auf Thiem ab. Getroffen sank Gerald Thiem in sich zusammen. Die Grenztruppen fuhren ihn zum Krankenhaus der Volkspolizei, wo er tot ankam. Insgesamt 177 Schuss wurden von den Grenzsoldaten abgegeben.

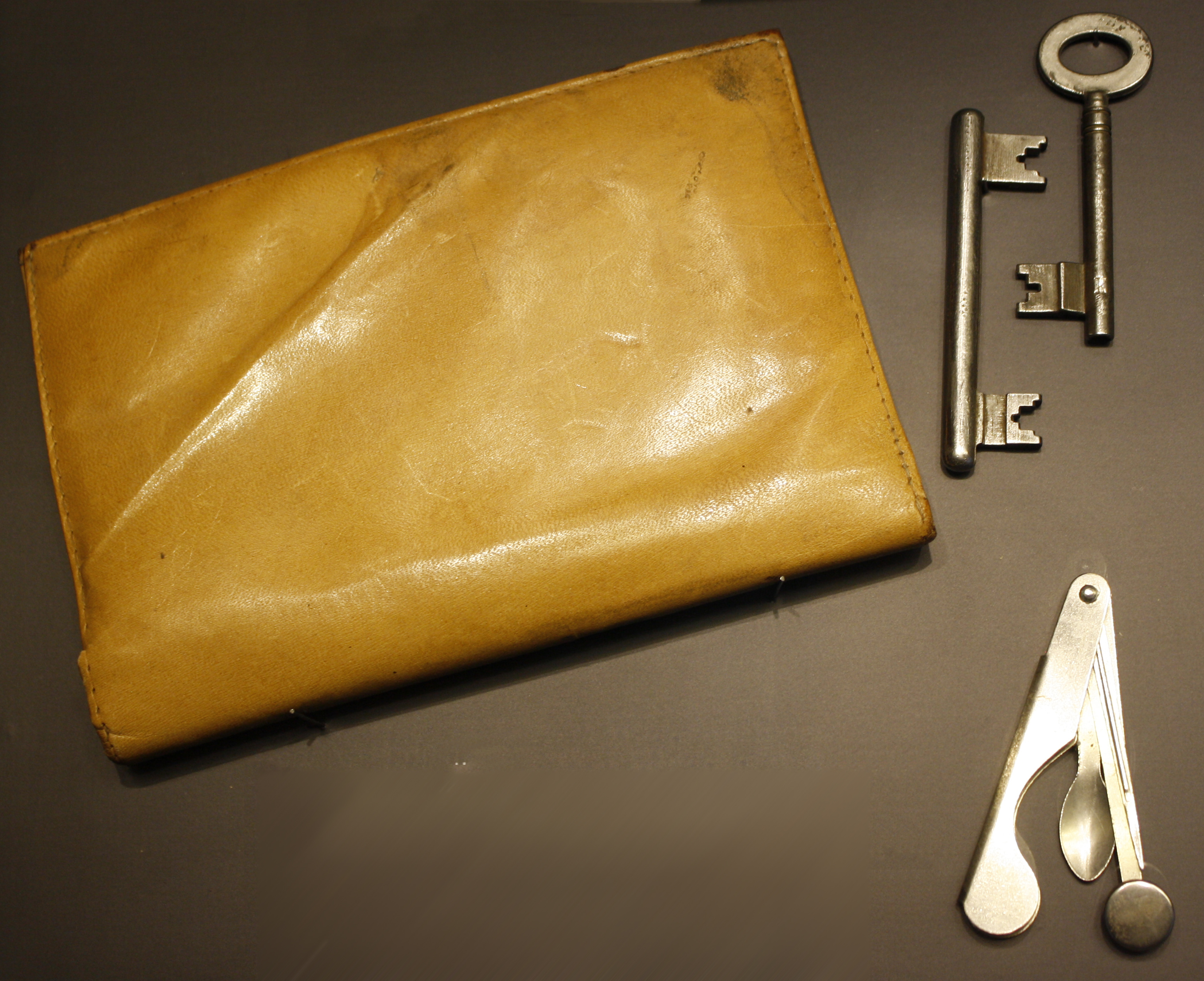
Gegenstände, die Gerald Thiem nach der Arbeit bei sich trägt, als er am 7. August 1970 erschossen wird.

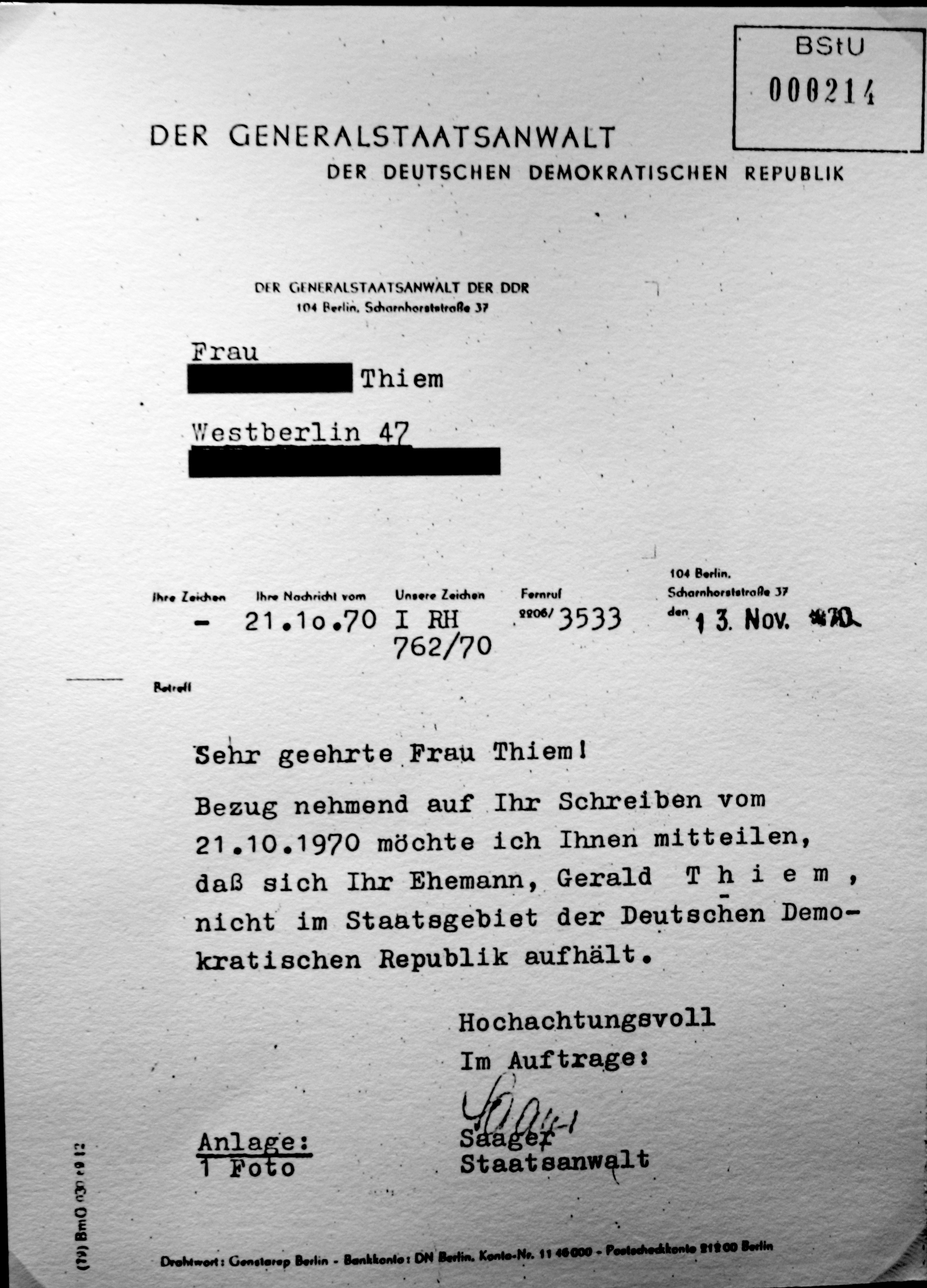
Die verzweifelte Familie stellt auch in Ost-Berlin Nachforschungen an. Die Generalstaatsanwaltschaft täuscht Nichtwissen vor. Gerald Thiem ist bereits seit 3 Monaten tot.

Zwei Grenzsoldaten bekamen am darauf folgenden das Leistungsabzeichen der Grenztruppen verliehen, während die anderen vier Sachprämien erhielten. Nach dem Fall der Mauer mussten sich 1998 zwei Schützen in einem Mauerschützenprozess vor dem Landgericht Berlin verantworten, der für sie mit Freiheitsstrafen von 15 Monaten wegen gemeinschaftlichem Totschlags endete. Die Strafen wurden zur Bewährung ausgesetzt.
Das Ministerium für Staatssicherheit (MfS) beschloss den Tod zu verheimlichen, da aus dem Westen keine Nachfragen zum Verschwinden Thiems kamen. Eine Verbindung mit der Schießerei wurde nicht hergestellt. In einem Aktenvermerk vom 10. August 1970 zum Fall Thiem heißt es: „Am heutigen Tage fand beim stellv. Generalstaatsanwalt der DDR Gen. Borchert in Anwesenheit des Gen. Oberst Heinitz, Gen. Oberstleutnant Niebling, Gen. Hauptmann Reißmann und Gen. Oberleutnant Möbus eine Aussprache über die Leichensache Thieme statt. Hierbei wurde nach Prüfung aller Umstände festgelegt, daß diese Leichensache als unbekannt behandelt und abgeschlossen wird. Es wurde angewiesen, daß alle Maßnahmen zur Geheimhaltung getroffen werden.“ Im Krematorium des Friedhofs Baumschulenweg wurde sein Leichnam als unbekannter Toter auf Veranlassung des MfS verbrannt und die Asche anonym ausgestreut. 
In West-Berlin verlief die Suche nach Thiem im Sande, sodass er im Juni 1981 für tot erklärt wurde. Seine Familie erfuhr 1994 durch kriminalpolizeiliche Ermittlungen in den Archiven der DDR von seinem Schicksal.